# Greg Hillman
Gregory Hillman (ur. 2 lipca 1963) – amerykański koszykarz, występujący na pozycji rozgrywającego.

## Osiągnięcia
Indywidualne
- Uczestnik meczu gwiazd Polska – Gwiazdy PLK (1997)[1]